# Transport ferroviaire aux Fidji
Le transport ferroviaire aux Fidji achemine essentiellement la canne à sucre coupée vers des broyeurs. En outre, il y avait autrefois deux systèmes de tramway tirés par des chevaux, d'autres systèmes de passagers, un système de mine souterraine et des tramways sur des projets de construction.
Les tramways ont été utilisés pour transporter la canne à sucre des champs vers l'usine depuis 1876, quand un tramway à chevaux de 2,4 km de long a été construit sur le domaine Selia Levu, sur l'île de Taveuni. En 1882, le moulin de Holmhurst à Taveuni a été équipé d'un tramway à voie étroite. Un tramway a également été construit sur l'île de Mago. 
La plupart des tramways de canne avaient un écartement de 610 mm, sur les îles principales de Viti Levu et Vanua Levu. Des locomotives à vapeur ont été utilisés, plus tard remplacées par des locomotives diesel. La plupart des moulins et des tramways ont été construits par la Colonial Sugar Refining Company (CSR), une société australienne, et ont été transférés à la Fiji Sugar Corporation en 1973, lorsque CSR s'est retirée des Fidji. 
De nombreuses lignes se trouvaient sur l'emprise des routes ; les ponts combinés rail-route étaient courants. Certains services de voyageurs ont été fournis, comme le train gratuit de 1915, avec un ou deux trains par semaine de Lautoka à Kavanagasau et Rarawai sur le chemin de fer léger Rarawai‒Kavanagasau. 
En 1988, selon Cane Train, il y avait 645 km de voies aux Fidji, pour les moulins Lautoka et Rrawai, et Penang sur Viti Levu, et le Labasa, sur Vanua Levu. En 2020, plus de 300 km sont en service.

## Lignes de voyageurs

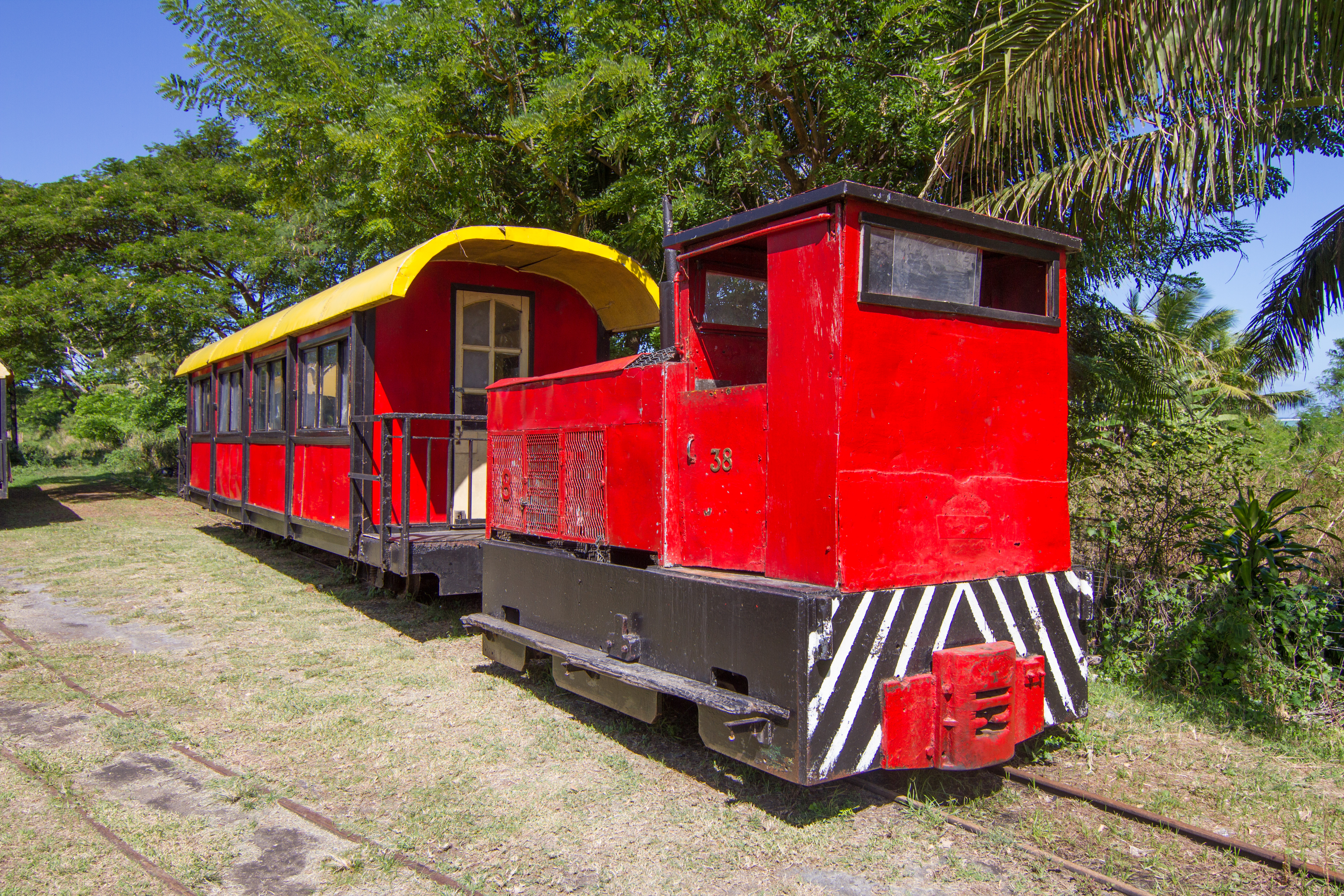
Chemin de fer de la côte de corail

Dans les années 1970, un complexe de vacances sur l'île de Malololailai, dans la baie de Nadi, a construit un court tramway reliant la piste d'atterrissage au complexe, en utilisant des voies au même écartement que celles de la Fiji Sugar Corporation. 
La Coral Coast Railway Company, sur Viti Levu, a organisé des voyages aller-retour pour les visiteurs de l'île de Yanuca à Natadola Beach (16 km vers Nadi) à partir de 1986 et aussi à Sigatoka . 

## Tramways à chevaux
En 1884, la société de tramway Levuka a exploité un  tramway de 762 mm d'écartement le long des rues de Levuka pour relier les entrepôts aux quais. Des tramways similaires ont été posés dans la nouvelle capitale de Suva dans les années 1880 et ont été officiellement mis sur pied en 1891. Les deux étaient à cheval, avec l'aide de la main-d'œuvre. 

## Chemins de fer de la mine
La mine d'or de l'empereur, à Vatukoula, dans le nord de Viti Levu, a utilisé un tramway souterrain à l'écartement de 610 mm, avec 21 locomotives électriques à batterie. 

## Tramways de travaux
Des tramways ont été construits pour la remise en état à Suva et Lautoka, la construction d'aérodrome à Nadi (1941–1942), la construction de tunnels pour le système d'égouts de Suva et pour le projet hydroélectrique de Monasavu des années 1980 dans le centre de Viti Levu. 

## Galerie d'images

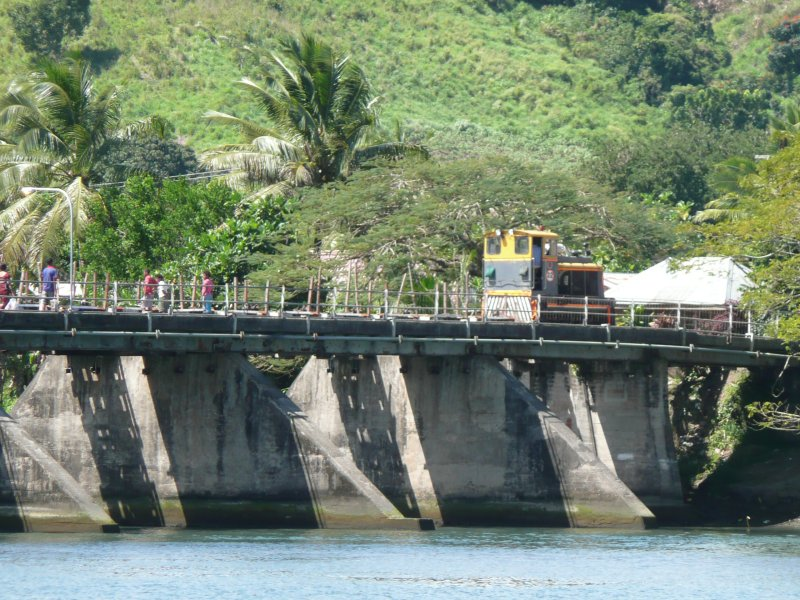
Loco n° 22 traversant le pont de Sigatoka avec un long train de wagons vides, près de la fin de la ligne de la côte sud.
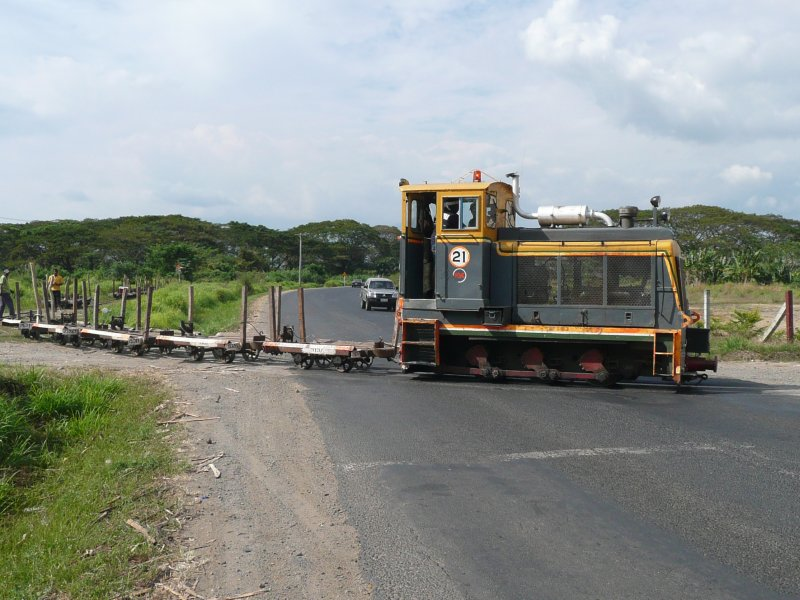
Loco n° 21 traversant Nadi Back Road dans les champs de canne à sucre avec quelques wagons vides. La ligne principale est parallèle à la route sur la gauche.
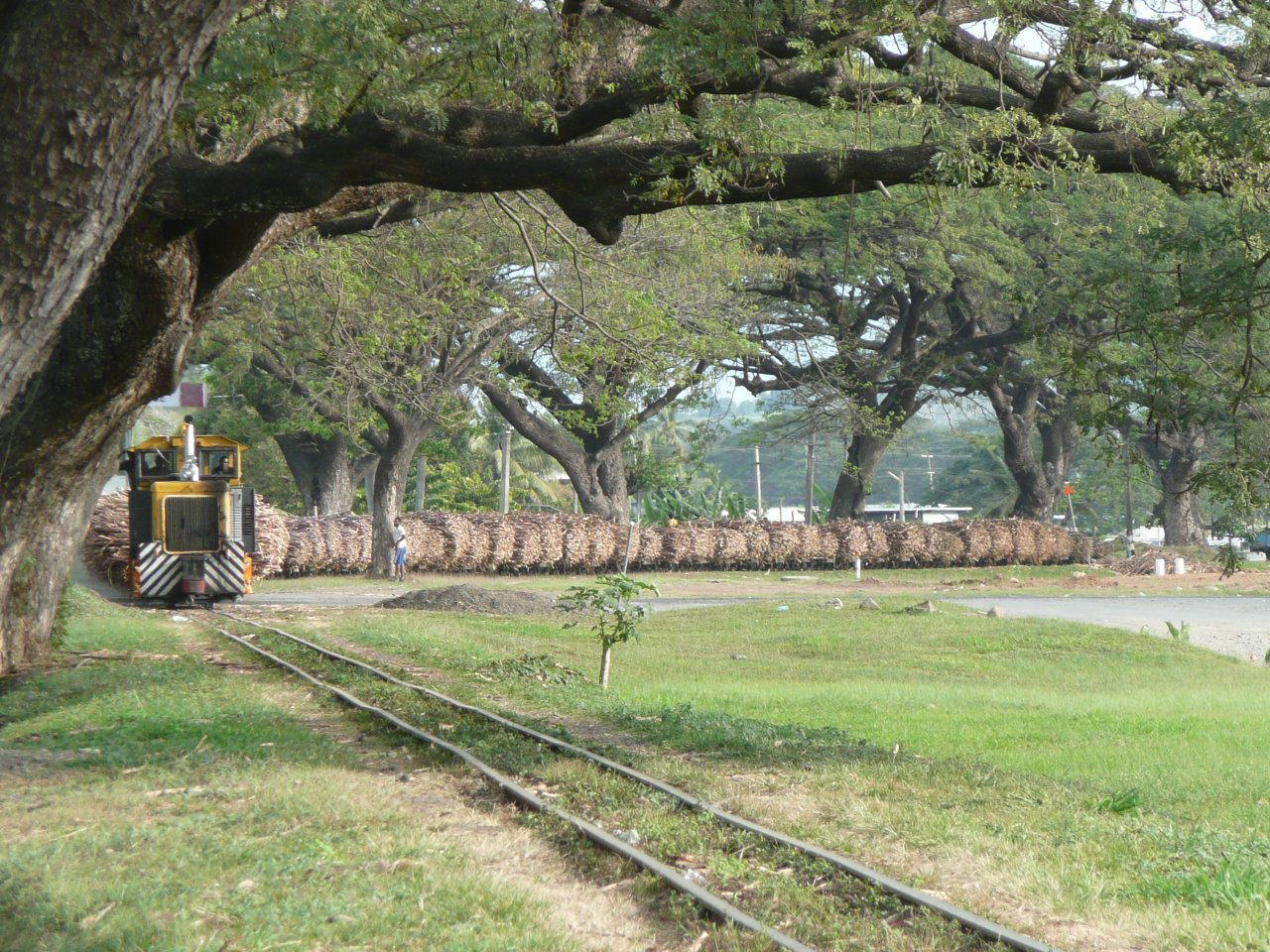
Loco n° 11 entrant dans Lautoka avec un long train d'environ 45 wagons chargés.

## Voir également
- Transport aux Fidji